# Dému
Dému là một xã thuộc tỉnh Gers trong vùng Occitanie tây nam nước Pháp. Xã này có độ cao trung bình 171 mét trên mực nước biển.
Dému là bối cảnh chỉ trong tiểu thuyết của Michael Ondaatje Divisadero.